# Alexander De Croo
Alexander De Croo (n. 3 noiembrie 1975, Vilvoorde, Province of Brabant⁠(d), Belgia) este un politician și om de afaceri belgian care a devenit prim-ministru al Belgiei din octombrie 2020.
De Croo s-a născut în Vilvoorde, Brabantul Flamand și a studiat ingineria afacerilor la Vrije Universiteit Brussel înainte de a obține un MBA la Northwestern University. A lucrat pentru Boston Consulting Group înainte de a-și înființa propria companie, Darts-ip, în 2006. De Croo s-a implicat în partidul politic belgian Open Vlaamse Liberalen en Democraten (Open VLD), al cărui președinte a fost din 2009 până în 2012. Din 2012 până în 2020, De Croo a făcut parte din guvernele lui Elio Di Rupo, Charles Michel și Sophie Wilmès în funcția de viceprim-ministru al Belgiei.
În timpul mandatului său de viceprim-ministru a ocupat funcția de ministru al pensiilor din 2012 până în 2014, ministru al cooperării pentru dezvoltare din 2014 până în 2020 și ministru al finanțelor din 2018 până în 2020. La 1 octombrie 2020, la mai mult de un an după alegerile federale din 2019, a fost alcătuit guvernul De Croo pentru a înlocui guvernul minoritar al lui Wilmès, De Croo devenind prim-ministru.